# Hexatoma acunai
Hexatoma acunai är en tvåvingeart som först beskrevs av Alexander 1928.  Hexatoma acunai ingår i släktet Hexatoma och familjen småharkrankar.
Artens utbredningsområde är Kuba. Inga underarter finns listade i Catalogue of Life.